# 马尔科·托米切维奇
马尔科·托米切维奇（1990年4月19日—）来自贝切伊，是一名塞尔维亚男子皮划艇运动员，主攻皮艇竞速。他于2003年开始练习皮艇竞速，当时他为了能够见到自己喜欢的女孩而来到蒂萨河边，之后他在河边看到一些人在练习皮划艇，开始对皮划艇感兴趣，便决定尝试这项运动。2017年，他搭档米伦科·佐里奇在世界锦标赛上获得男子双人皮艇1000米项目的冠军，同年年底，两人获得塞尔维亚奥林匹克委员会颁发的年度最佳男子运动员奖。